# Pterois radiata
El pez león de aleta clara, pez león con barra de cola o pez león es un pez carnívoro de aletas con espinas venenosas que vive en los océanos Índico y Pacífico occidental. 
Es la única especie de pez león con espinas blancas. Pero también puede ser reconocido por el par de rayas horizontales blancas en la cola.

## Galería de imágenes

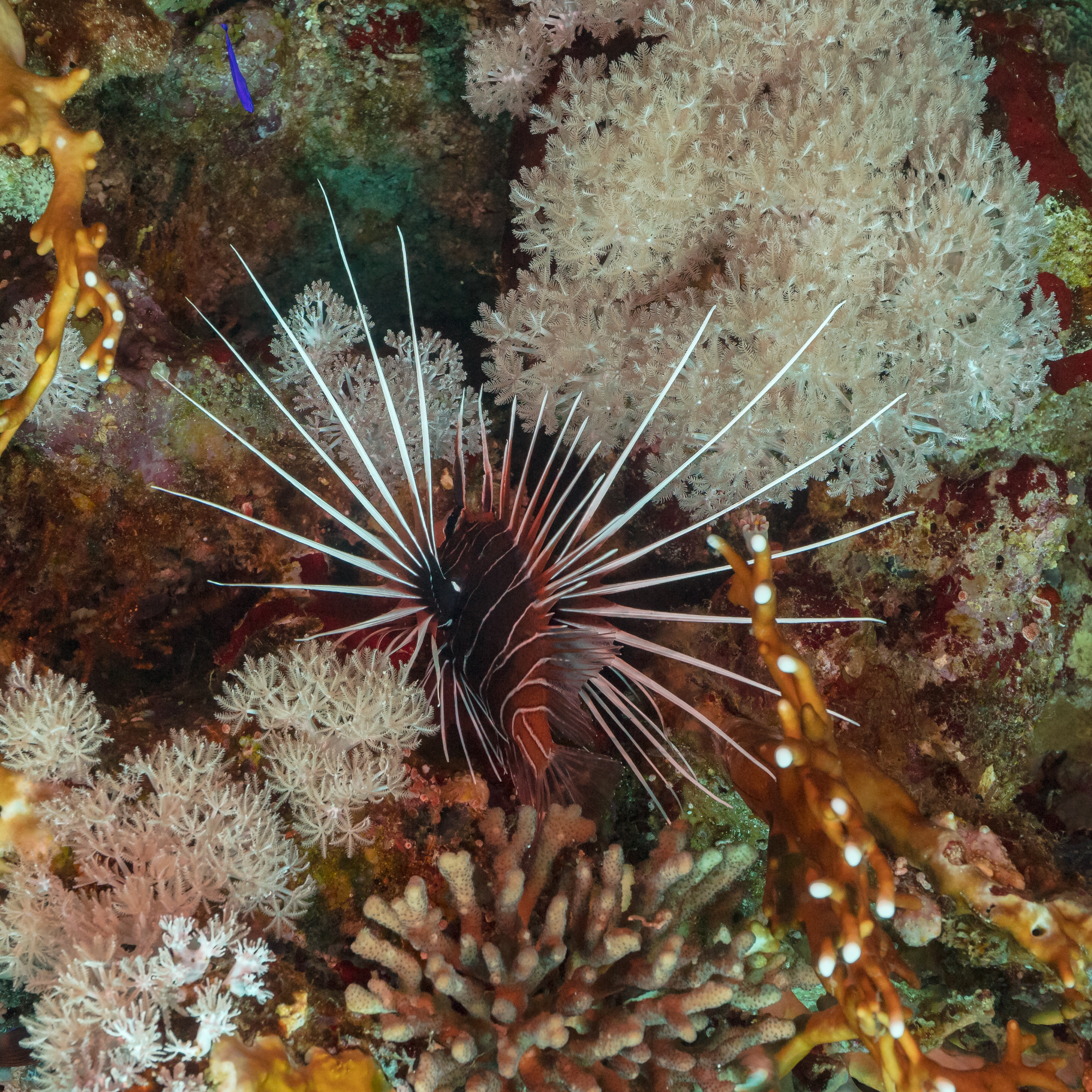
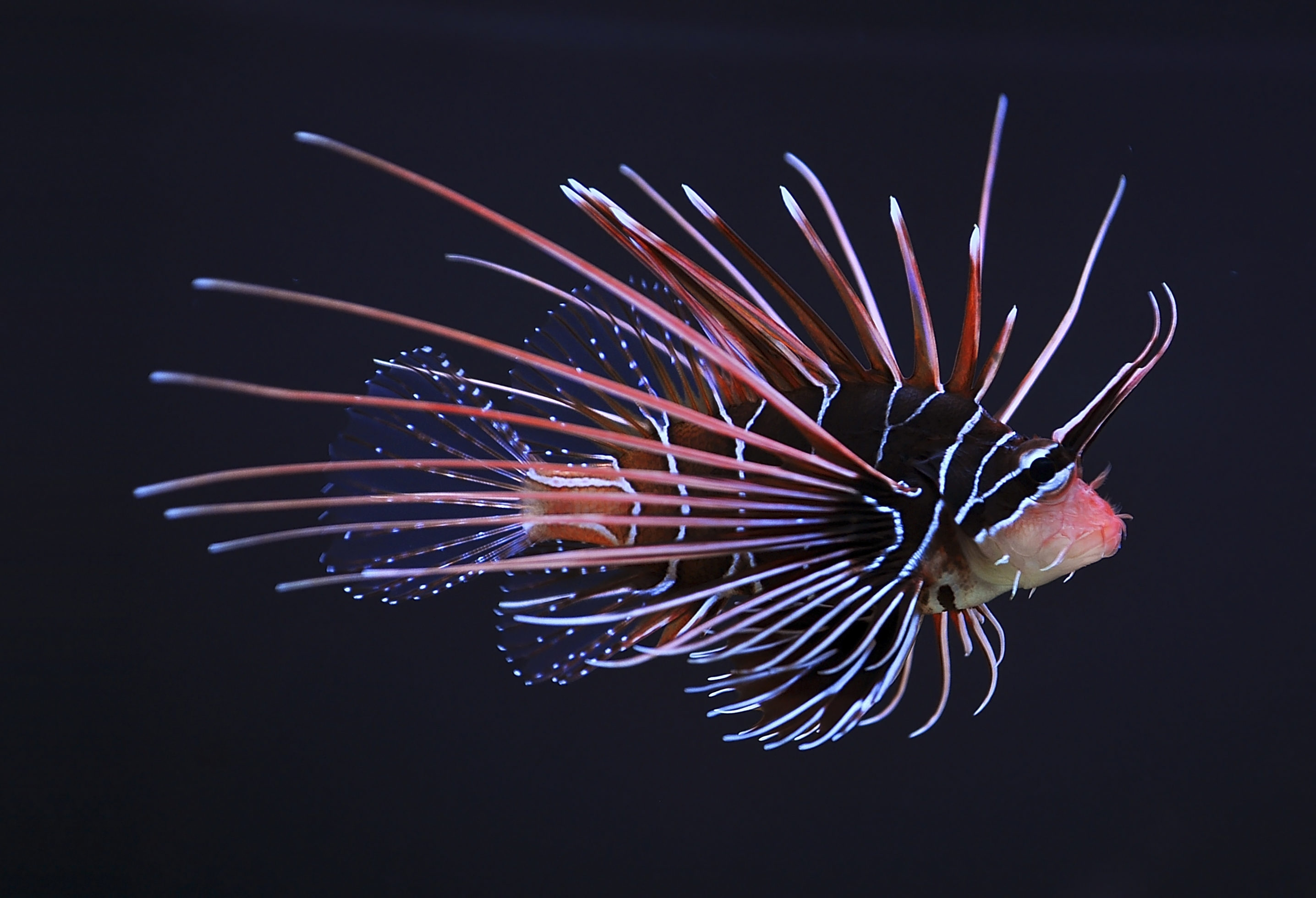
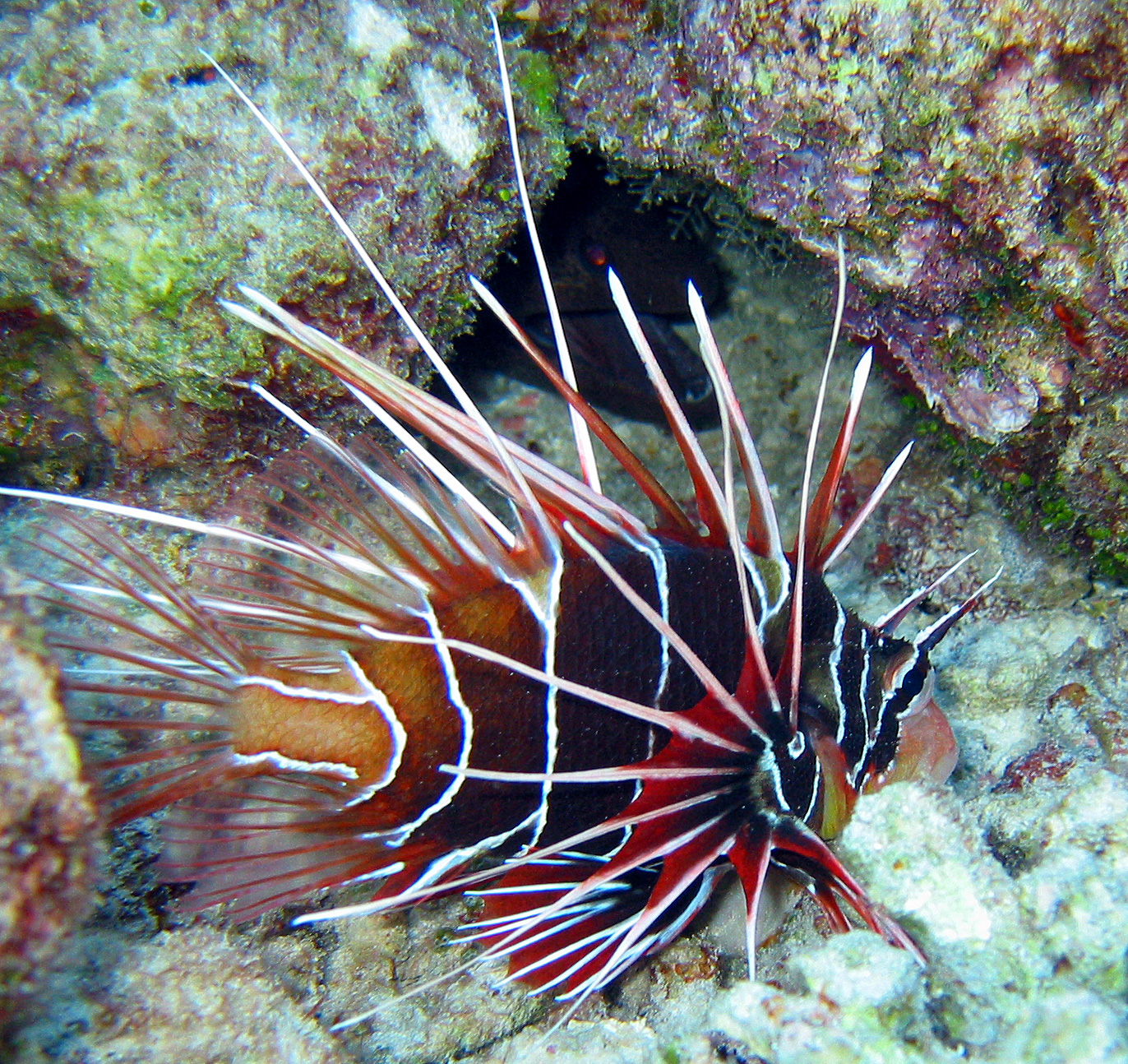
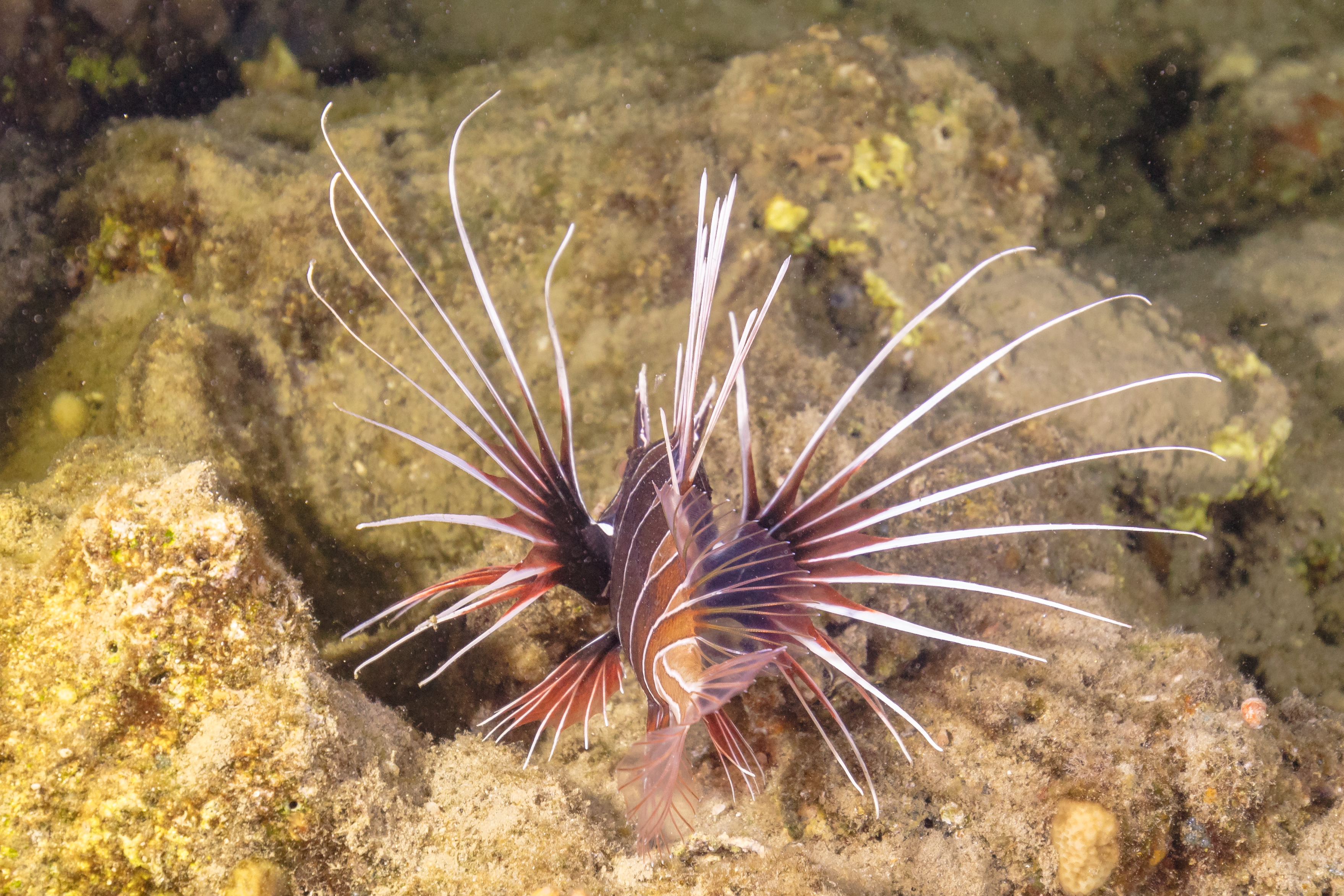